# سينثيا بييل
سينثيا بييل (بالإنجليزية: Cynthia Beall)‏ هي عالمة الإنسان أمريكية، ولدت في 1949.